# Elzasaj Legendoj
Elzasaj Legendoj est un recueil de légendes alsaciennes, l'Alsace étant une région qui, au moment de sa publication en 1914, était encore une province de l'Allemagne. Charlotte Pulvers recueillit et traduisit ces légendes entre 1911 et 1912. Une seconde édition révisée parut en 1924 dans la série Esperanta Biblioteko Internacia en tant que numéro 28. Les éditions ont été publiées respectivement par Ader & Borel pour la première et par coédition de Espéranto-Verlag Ellersiek et Möller & Borel, pour la seconde.

## Contenu
- Sankta Odilia (Patrino de Elzaso) (Sainte Odile (Mère de l’Alsace))
- La fremda infano (L'enfant étranger)
- Sankta Arbogast (Saint Arbogast)
- Papo Leono kaj lia patro (Le pape Léon et son père)
- Pri la fondo de la Strasburga katedralo (À propos de la fondation de la cathédrale de Strasbourg)
- La fratoj Rappoltstein (Les frères Rappoltstein)
- La kokino kun la oraj ovoj (La poule aux œufs d'or)
- La monaĥino en Sta Klara (La religieuse en Sta Clair)
- La sorĉistino en Kostlach (La sorcière dans Kostlach)
- La parolanta mortkranio  (La tête de mort parlante)

## Critiques
« La popolaj legendoj en ĉiuj landoj konsistigas veran trezoron en kiu amasiĝas de jarcentoj la komuna saĝo, la aspiroj kaj sentoj de multaj generacioj. Bedaŭrinde ĉi tiuj postlasitaj de forpasintaj jarcentoj iom post iom malaperas; forpuŝitaj el grandaj urboj, ili rifuĝis en izolajn vilaĝojn sed ankaŭ la progresoj de la sciencoj kaj de la kulturo agas malamike kontraŭ ili kaj baldaŭ ili estos nur nebula memoraĵo en la spiritoj de l' estontaj generacioj. Tial estas tre laŭdinde savi kiel eble plej multe de ĉi tiuj ĉarmaj pecoj de popola literaturo, ilin enregistri en ilia nuna stato kaj ebligi tiel ilian transigadon al estontaj tempoj. Sinjorino Pulvers estis do tre prava preni sur sin tian taskon por kelkaj legendoj de sia gepatra lando, Elzaso tiel riĉa en similaj popolaĵoj ĉu duone historiaj ĉu plene legendaj, la dek elektitaj pecoj prezentas tre bonan bildon de la spirito de ĉi tiu interesa lando franca. »